# Mauro Zanetti (hockeista su ghiaccio)
Mauro Zanetti (10 giugno 1988) è un ex hockeista su ghiaccio svizzero, giocava come attaccante.

## Carriera
Mauro Zanetti crebbe nel settore giovanile dell'HC Ambrì-Piotta, prima di esordire in prima squadra nella stagione 2007-2008. Con gli Juniores Elite in 46 match disputati Zanetti mise a segno 48 punti, mentre dal 2007 al 2009 in prima squadra collezionò 93 presenze e 5 punti. Nel corso della stagione 2007-2008 fu mandato in LNB per due partite presso la Nazionale Under-20.
Nel corso del campionato 2009-2010 Mauro Zanetti militò in tre diverse formazioni della Lega Nazionale B: presso gli Young Sprinters HC, con 6 punti in 19 partite, successivamente all'EHC Basel con 5 punti in 31 partite ed infine all'HC Sierre per soli 3 incontri.
Per la stagione 2010-2011 Zanetti fece ritorno in Canton Ticino presso l'HC Ambrì-Piotta, con il quale giocò 25 partite con 5 punti all'attivo, inoltre giocò in prestito all'HC Chiasso in Prima Lega con 12 punti raccolti in 11 gare. Nel febbraio del 2011 fu ufficializzata la sua cessione per un anno all'HC Sierre in LNB. Nel 2012 passò a titolo definitivo all'HC Chiasso.

## Statistiche
Statistiche aggiornate a luglio 2011.

### Club
| Stagione | Squadra          | Stagione regolare | Stagione regolare | Stagione regolare | Stagione regolare | Stagione regolare | Stagione regolare | Playoff | Playoff | Playoff | Playoff | Playoff |
| Stagione | Squadra          | Lega              | P                 | G                 | A                 | Pt                | PIM               | P       | G       | A       | Pt      | PIM     |
| -------- | ---------------- | ----------------- | ----------------- | ----------------- | ----------------- | ----------------- | ----------------- | ------- | ------- | ------- | ------- | ------- |
| 2006-07  | Ambrì-Piotta U20 | Elite Jr. A       | 38                | 20                | 23                | 43                | 34                |         |         |         |         |         |
| 2007-08  | Ambrì-Piotta     | NLA               | 23                | 1                 | 2                 | 3                 | 0                 | -       | -       | -       | -       | -       |
|          |                  | Playout           | 11                | 1                 | 0                 | 1                 | 2                 | -       | -       | -       | -       | -       |
|          | Ambrì-Piotta U20 | Elite Jr. A       | 7                 | 2                 | 1                 | 3                 | 4                 | -       | -       | -       | -       | -       |
|          |                  | Playout           | 1                 | 2                 | 0                 | 2                 | 2                 | -       | -       | -       | -       | -       |
|          | Schweiz U-20     | NLB               | 2                 | 1                 | 0                 | 1                 | 0                 | -       | -       | -       | -       | -       |
| 2008-09  | Ambrì-Piotta     | NLA               | 47                | 1                 | 0                 | 1                 | 4                 | -       | -       | -       | -       | -       |
|          |                  | Playout           | 12                | 0                 | 0                 | 0                 | 0                 | -       | -       | -       | -       | -       |
|          | Young Sprinters  | NLB               | 4                 | 0                 | 0                 | 0                 | 2                 | -       | -       | -       | -       | -       |
| 2009-10  | Young Sprinters  | NLB               | 15                | 4                 | 2                 | 6                 | 2                 | -       | -       | -       | -       | -       |
|          | Sierre           | NLB               | 3                 | 0                 | 0                 | 0                 | 0                 | -       | -       | -       | -       | -       |
|          | Basel            | NLB               | 27                | 1                 | 3                 | 4                 | 10                | 4       | 0       | 1       | 1       | 6       |
| 2010-11  | Ambrì-Piotta     | NLA               | 25                | 2                 | 3                 | 5                 | 2                 | -       | -       | -       | -       | -       |
|          | Chiasso          | Switzerland3      | 11                | 2                 | 10                | 12                | 34                |         |         |         |         |         |
| 2011-12  | Sierre           | NLB               | 36                | 3                 | 6                 | 9                 | 10                | -       | -       | -       | -       | -       |
|          | Chiasso          | Switzerland3      | 2                 | 0                 | 1                 | 1                 | 2                 | 8       | 2       | 1       | 3       | 12      |

### Nazionale
| Stagione | Livello               | Risultati        | Risultati | Risultati | Risultati | Risultati | Risultati |
| Stagione | Livello               | Competizione     | P         | G         | A         | Pt        | PIM       |
| -------- | --------------------- | ---------------- | --------- | --------- | --------- | --------- | --------- |
| 2007-08  | Schweiz U-20          | NLB              | 2         | 1         | 0         | 1         | 0         |
|          | Switzerland U20 (all) | International-Jr | 3         | 0         | 0         | 0         | -         |

## Palmarès
- 1. Lega: 1

Chiasso/Biasca: 2015-16